# 18. honvedski pehotni polk (Avstro-Ogrska)
Za druge 18. polke glejte 18. polk.
18. honvedski pehotni polk (izvirno nemško k.u. Landwehr Infanterie Regiment Nr. 18; dobesedno slovensko: Cesarsko-madžarski honvedski pehotni polk št. 18) je bil pehotni polk avstro-ogrskega Honveda.

## Zgodovina
Polk je bil ustanovljen leta 1886.

### Prva svetovna vojna
Polkovna narodnostna sestava leta 1914 je bila sledeča: 54% Nemcev, 39% Madžarov in 7% drugih.

## Poveljniki polka
- 1914: Ludwig Brunswik von Korumpa[3]